# Lista di controllo

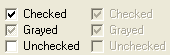
Le liste di controllo sono di uso comune nelle interfacce grafiche utenti.

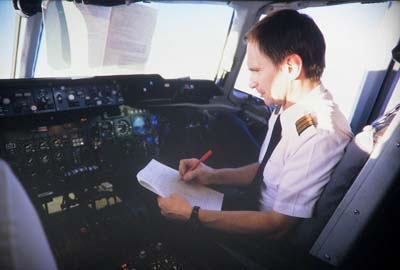
Il pilota di un DC-10 che sta consultando la sua checklist di volo

Una lista di controllo (elenco di controllo) è un qualsiasi elenco esaustivo di cose da fare o da verificare per eseguire una determinata attività. È spesso utilizzato anche il termine anglosassone checklist.
Ricorrere ad una lista di controllo minimizza il possibile insuccesso dovuto, tra gli altri, ai potenziali limiti della memoria e dell'attenzione umana. Il ricorso ad una lista di controllo aiuta a garantire la coerenza e la completezza nello svolgimento di un compito.
La spunta degli elementi di una lista di controllo è il metodo più semplice e sicuro per portare a termine attività che prevedono molti passi e che richiedono particolare attenzione.
La lista di controllo è un documento che fa parte di un processo. Più propriamente è lo strumento per la "verifica procedurale" del processo stesso. Viene utilizzata quando e se il processo non ha raggiunto l'obiettivo previsto; quindi "a posteriori". L'elenco delle attività "da mettere in atto" costituisce, più correttamente, una "linea guida".

## Applicazioni
- Le liste (o elenchi di controllo) pre-volo aiutano la sicurezza aerea a garantire che determinati elementi critici non siano trascurati.
- Spesso utilizzato nelle procedure operative dell'industria.
- Può aiutare, in diversi settori, a mitigare eventuali richieste di rimborso in contenziosi intentati per motivi di negligenza, fornendo la prova dell'esistenza di un sistema di gestione dei rischi.

## Uso nel campo dell'assistenza sanitaria
Gli elenchi di controllo sono stati utilizzati nella pratica sanitaria per garantire che siano seguite le linee guida della buona pratica clinica. Un esempio è la lista di controllo inerente alla sicurezza chirurgica sviluppata per l'Organizzazione mondiale della sanità dal dott. Atul Gawande.Secondo una meta-analisi dopo l'introduzione di questa lista di controllo la mortalità sarebbe scesa del 23% e tutte le complicanze del 40% (anche se è stato riconosciuto che sono necessari ulteriori studi di alta qualità per rendere più robusta questa meta-analisi). Comunque l'uso di liste di controllo nel campo dell'assistenza sanitaria non ha sempre avuto successo e la trasferibilità tra i diversi setting è stata messa in discussione.
Nel Regno Unito, uno studio sull'implementazione di una checklist per la fornitura di assistenza medica a pazienti anziani ricoverati, ha rilevato che la checklist evidenziava limitazioni nella valutazione della fragilità di questi pazienti ammessi in reparti per acuti ed è stata utilizzata per motivare il team assistenziale a rivedere le pratiche di routine; tuttavia questa stessa esperienza metteva in luce come fosse necessario lavorare per capire se e come le liste di controllo possono essere incorporate in complesse cure multidisciplinari.

## Formato
Le liste di controllo vengono spesso presentate come elenchi con piccole caselle di controllo nella parte sinistra (o destra) della pagina. Un piccolo segno di spunta viene disegnato nella casella dopo che l'oggetto è stato completato.
È naturalmente possibile che vengano utilizzati anche altri formati. Alcuni elenchi di controllo (ad esempio quelli dell'aviazione) sono generalmente costituiti da un sistema e un'azione divisi da una linea tratteggiata e mancano di una casella di controllo poiché spesso vengono letti ad alta voce e di solito sono destinati ad essere riutilizzati.